# Chrysocrambus similimellus
Chrysocrambus similimellus là một loài bướm đêm trong họ Crambidae.